# Seconda invasione mongola della Birmania
La seconda invasione mongola della Birmania da parte della dinastia Yuan sotto Temür Khan (imperatore Chengzong 成宗S di Yuan, r. 1294-1307) fu respinta dal regno di Myinsaing nel 1301.

## Antefatto
La decennale campagna (1277-1287) voluta da Kublai Khan contro il regno Pagan ebbe come conseguenza la disintegrazione del potentato birmano. I mongoli si rifiutarono però di colmare il vuoto di potere che avevano creato e non inviarono spedizioni per ristabilire l'ordine. Apparentemente, Kublai Khan non aveva alcun interesse a impegnare le truppe che sarebbero state necessarie per pacificare il paese frammentato. Il suo obiettivo, fin dall'inizio, potrebbe essere stato «mantenere l'intera regione del sud-est asiatico spezzata e frammentata.» Sarebbero passati altri due anni prima che uno dei figli di Narathihapate, Kyawswa, già vice-ré di Dala, emergesse come re di Pagan nel maggio 1289, anche se il suo potere s'estendeva solo al circondario della capitale e non aveva un vero esercito. Il vero potere nella Birmania centrale era nelle mani dei tre fratelli capi-guerra che avevano fermato i mongoli, Athinkhaya, Yazathingyan e Thihathu, saldamente insediati nel fruttifico distretto agricolo del Kyaukse. Si trattava degli eredi di un capo locale, tale Theinkha Bo, i cui successi militari nell'esercito di Pagan avevano garantito loro l'accesso al clan reale, che s'erano trincerarono nella Birmania centrale ed avevano bloccato gli invasori mongoli circa 160 km nord dalla capitale, vicino all'odierna Mandalay.
Kyawswa non ebbe altra scelta che riconoscere i figli di Theinkha Bo signori di Kyaukse: il 19 febbraio 1293, nominò il fratello maggiore viceré di Myinsaing, il secondo fratello viceré di Mekkara e il terzo fratello viceré di Pinle. I fratelli si comportavano comunque già come re sovrani. Quando il regno di Hanthawaddy, già dominio Pagan emancipatosi in quegli anni per opera di Wareru, si sottomise al regno di Sukhothai nel 1294, furono i fratelli, non Kyawswa, a inviare una forza per reclamare le terre emancipatesi della Bassa Birmania. Sebbene il loro tentativo di riconquistare Hanthawaddy non abbia avuto successo, il loro operato non lasciò dubbi su chi detenesse il vero potere nella Birmania centrale.
Per parte loro, gli Yuan continuarono ad occupare la Birmania settentrionale fino a Tagaung amministrandola come provincia di Zhengmian (Cheng-Mien) ma il 18 agosto 1290 posero fine all'immaginaria provincia di Mianzhong nella Birmania centrale.
Con i Tre Fratelli Shan che agivano sempre più come sovrani, Kyawswa mandò il figlio alla base dell'esercito mongolo a Tagaung e chiese il riconoscimento della sua corona come re vassallo di Yuan nel gennaio 1297. Il 20 marzo successivo, il nipote e successore di Kublai, Temür Khan (imperatore Chengzong 元成宗S di Yuan, r. 1294-1307), riconobbe la corona di Kyawswa ma riconobbe titoli nobiliari cinesi anche a Athinkhaya, Yazathingyan e Thihathu, seppur come subordinati di Kyawswa. I fratelli si risentirono per l'accordo poiché riduceva il loro potere e, in dicembre, invitarono l'ormai re-fantoccio a Myinsaing, la loro roccaforte, per partecipare alla cerimonia di dedicazione di un monastero da loro costruito. Il re, certo della sua posizione di alleato dei mongoli, andò a Myinsaing ma appena terminata la cerimonia fu arrestato, detronizzato e costretto a farsi monaco nel cenobio che aveva testé dedicato. I tre fratelli, per parte loro, fondarono l'effimero regno di Myinsaing (1297-1313).
La detronizzazione di Kyawswa costrinse il governo mongolo a intervenire.

## La campagna
A Bagan, il giovane figlio di Kyawswa, Sawhnit, fu intronato dalla regina vedova Saw, in combutta con i fratelli ribelli. La dinastia Yuan non seppe degli sviluppi interni birmani fino al giugno-luglio 1298. Alcuni mesi dopo, nel maggio 1299, Sawhnit celebrò la sua prima udienza reale e, due giorni dopo, suo padre ed uno dei suoi fratelli, Theingapati, furono giustiziati. Un altro dei figli di Kyawswa, Kumara Kassapa, riuscì a fuggire in Cina in cerca di aiuto da parte dei mongoli. Athinkhaya risolse di agire preventivamente e portò le forze di Myinsaing all'attacco delle guarnigioni Yuan a nord di Mandalay, Nga Singu e Male, nel 1300. Il governo provinciale mongolo nello Yunnan, impegnato a contenere la minaccia costituita dal Regno di Lanna (Thailandia del Nord) di Mangrai (r. 1292-1317), non rispose all'aggressione fino all'anno successivo, quando inviò un esercito di 12 000 uomini. I fratelli decisero di affrontare i mongoli nella Birmania centrale nella loro roccaforte, Myinsaing. L'esercito mongolo iniziò l'assedio di Myinsaing il 25 gennaio 1301 e lanciò un grosso attacco al forte il 28 febbraio 1301 che però fallì. Il 12 marzo 1301, Athinkhaya, con il sostegno dei fratelli, offrì al comando mongolo una tangente in cambio del loro ritiro e questi acconsentirono. Il 6 aprile 1301, dopo aver ricevuto 800 tael (30 kg) d'oro e 2200 tael (83 kg) d'argento, l'esercito mongolo iniziò il ritiro.
Il governo Yuan nello Yunnan giustiziò i due comandanti corrotti che avevano fatto naufragare la spedizione birmana ma non inviò più truppe a sud.

## Conseguenze
A partire dal 4 aprile 1303, gli Yuan si ritirarono completamente dall'Alta Birmania, concentrandosi sulla difesa del confine sud-occidentale dell'impero dagli attacchi dei Lanna di Mangrai, lasciandone il controllo ai loro vassalli Tai le cui città-stato, o mueang (es. Mohnyin, Mogaung, ecc.), erano proliferate nella zona di confine tra la Birmania e lo Yunnan.
A quel punto, la città di Bagan, un tempo abitata da 200 000 persone, era ormai ridotta a una piccola città. Sopravvisse fino al XV secolo come insediamento umano senza tornare mai ai fasti antichi. I fratelli ne intronarono governatore uno dei figli di Kyawswa. La linea di Anawrahta continuò a governare Bagan come vassallo di Myinsaing, poi Pinya e Ava fino al 1369. La linea maschile si estinse a Bagan, mentre quello femminile passò nei clan reali di Pinya e Ava. L'ascendenza dai reali di Pagan seguitò però ad essere rivendicata dai monarchi birmani sino ai tempi della dinastia Konbaung (1752-1885).